# Lee Choong-bok
Lee Choong-bok ist ein südkoreanischer Karambolagespieler im Dreiband und Asiatischer Meister.

## Karriere
Lee wohnt in der koreanischen Karambolagehochburg Seoul. Auf der internationalen Dreiband-Bühne tauchte er 2007 erstmals beim Dreiband-Weltcup auf und schloss das Turnier mit einem beachtlichen 7. Platz von insgesamt 148 Spielern ab. Seinen ersten internationalen Titel holte er sich 2011 vor heimischem Publikum. Im Finale schlug er den Weltmeister von 2014 Choi Sung-won.
Im November 2016 gewann er, nach Kang Dong-koong im Vorjahr, die von der LG Group ausgelobte LG Masters. Im Finale schlug er den Vietnamesen Tran Quyet Chien mit 40:35. Mit ca. 60.000 € ist es die zurzeit höchste Siegersumme im Karambolage.

## Erfolge
- Dreiband-Asienmeisterschaft:  2011
- Dreiband-Weltcup:  2014
- Asian Championship:  2015
- LG U+ Cup 3-Cushion Masters:  2016[1]